# Certonotus humeralifer
Certonotus humeralifer är en stekelart som beskrevs av Krieger 1901. Certonotus humeralifer ingår i släktet Certonotus och familjen brokparasitsteklar. Inga underarter finns listade i Catalogue of Life.